# Les Écuries d'Augias
Pour les écuries de la mythologie grecque, voir Augias.
Les Écuries d'Augias (The Augean Stables) est une nouvelle policière d'Agatha Christie mettant en scène le personnage d'Hercule Poirot.
C'est la 7e affaire des douze travaux d'Hercule Poirot, ayant trait aux Écuries d'Augias.
Initialement publiée en mars 1940 dans la revue The Strand Magazine au Royaume-Uni, cette nouvelle a été reprise en recueil en 1947 dans The Labours of Hercules au Royaume-Uni et aux États-Unis. Elle a été publiée pour la première fois en France dans la collection Série rouge en 1948, puis dans le recueil Les Travaux d'Hercule en 1966.

## Personnages
- Hercule Poirot : détective privé.
- Edward Ferrier : Premier ministre.
- George Conway : ministre de l'Intérieur.
- John Hammett : beau-père d'Edward Ferrier, ancien Premier ministre.
- Everhard : chef du parti d'opposition au Parlement.
- Dagmar Ferrier : épouse d'Edward Ferrier et fille de John Hammett.
- Percy Perry : directeur du journal à scandales Les Rayons X
- M. Honderson : évêque du Northumberland.
- Thelma Andersen : Danoise, serveuse dans un pub.

## Résumé

### Mise en place de l'intrigue
Edward Ferrier, Premier Ministre du Royaume-Uni, sait qu'il va bientôt faire l'objet de graves accusations de malversations par le journal satirique Les Rayons X. Or il s'agit d'un honnête homme.
Aidé de son ministre de l'Intérieur, il s'adresse à Hercule Poirot pour lui demander conseil et pour organiser une parade.

### Attaques de la presse
Quelques jours plus tard, les choses s'aggravent : le journal Les Rayons X publie des photos montrant l'épouse du Premier Ministre à Paris, dans les bras d'un danseur argentin… Le journal annonce que ce n'est que le début de diverses révélations et que le meilleur reste à être publié.
Mme Ferrier clame toutefois son innocence et parle de coup monté.

### Riposte d'Hercule Poirot
Un procès a lieu, au cours duquel Mme Ferrier attaque le journal Les Rayons X en diffamation. Elle fait citer des témoins qui prouvent que lors de la prise des supposées photographies compromettantes, elle se reposait dans le presbytère de l'évêque du Northumberland. Un médecin confirme son syndrome anxiodépressif et sa présence chez l'évêque. Mais Mme Ferrier fait encore citer Thelma Andersen, une Danoise, serveuse dans un bar londonien, qui atteste que quelqu'un est venu la voir pour prendre des photos compromettantes. Elle se reconnaît sur les photos publiées dans Les Rayons X mais dit ignorer que ces photos étaient destinées à diffamer Mme Ferrier. Finalement le tribunal condamne Les Rayons X pour diffamation. Le Premier ministre et son épouse sont sauvés des commérages.
Poirot apprend alors au Premier ministre que c'est lui qui, avec l'aide d'un ami journaliste, a trouvé Thelma la Danoise et a organisé la prise des photos censées avoir été « volées ». Ces photos ont ensuite été vendues au journal Les Rayons X qui les a publiées sans rien vérifier. La manipulation de Poirot a permis le procès en diffamation et la victoire remportée sur la presse de caniveau. Désormais, celle-ci pourra sortir tout ce qu'elle voudra, plus rien n'atteindra le Premier ministre et sa femme.

## Publications
Avant la publication dans un recueil, la nouvelle avait fait l'objet de publications dans des revues :
- en mars 1940, au Royaume-Uni, dans le no 591 de la revue The Strand Magazine[1] ;
- en 1948, en France, dans le no 13 de la collection Série rouge[2] ;
- en janvier 1957, au Royaume-Uni, dans le no 5 (vol. 1) de la revue The Creasey Mystery Magazine[3].

La nouvelle a ensuite fait partie de nombreux recueils, notamment :
- en 1947, au Royaume-Uni et aux États-Unis, dans The Labours of Hercules[1] (avec 11 autres nouvelles) ;
- en 1966, en France, dans Les Travaux d'Hercule (adaptation des recueils anglosaxons).

## Adaptation
L'intrigue de la nouvelle fait partiellement partie de Les Travaux d'Hercule (The Labors Of Hercule), téléfilm britannique de 2013 de la série télévisée Hercule Poirot (69e épisode, 13.04), avec David Suchet dans le rôle principal.